# Адольф Думрезе
Адольф Думрезе (Adolf Dumrese; 13 листопада 1909, Берлін — 24 березня 1942, Баренцове море) — німецький офіцер-підводник, корветтен-капітан крігсмаріне.

## Біографія
1 квітня 1929 року вступив на флот. У вересні 1939 року — командир батареї 115-го морського артилерійського дивізіону. З жовтня 1939 року служив в штабі 5-го морського артилерійського полку. В січні-квітні 1940 року навчався в училищі корабельної артилерії в Кілі. В квітні-вересні 1940 року пройшов курс підводника, у вересні-грудні — курс командира підводного човна. З 15 лютого по липень 1941 року — командир U-78, з 11 серпня 1941 року — U-655. 15 березня 1942 року вийшов у свій перший і останній похід. 24 березня U-655 був потоплений в Баренцовому морі південно-східніше Ведмежого острова (73°00′ пн. ш. 21°00′ сх. д.) тараном британського тральщика «Шарпшутер». Всі 45 членів екіпажу загинули.

## Звання
- Кандидат в офіцери (1 квітня 1929)
- Морський кадет (10 жовтня 1929)
- Фенріх-цур-зее (1 січня 1931)
- Оберфенріх-цур-зее (1 квітня 1933)
- Лейтенант-цур-зее (1 жовтня 1933)
- Оберлейтенант-цур-зее (1 червня 1935)
- Капітан-лейтенант (1 листопада 1938)
- Корветтен-капітан (1 березня 1942, посмертно)

## Нагороди
- Медаль «За вислугу років у Вермахті» 4-го класу (4 роки)
- Залізний хрест 2-го класу (1940)